# Helfrid Öberg
Helfrid Öberg, född den 30 juli 1905 i Torup, Hallands län, död den 16 mars 1983 i Hedemora, Dalarnas län,, var sjuksköterska och författare. Hon medverkade bland annat i tidskrifter under pseudonymerna Halling eller Mats Bergö och skrev även böcker.